# Xpol
Xpol is een voormalig Nederlands politieregistratiesysteem dat werd gebruikt door verschillende politieregio's (Amsterdam-Amstelland, Rotterdam-Rijnmond, Flevoland, Friesland en Limburg-Zuid). De andere politieregio's maakten gebruik van het terminal-gebaseerde BPS of Genesys. Op basis van Xpol is de Basisvoorziening Handhaving (BVH) ontwikkeld, dat sinds 2009 door alle politie-eenheden (exclusief de Koninklijke Marechaussee) wordt gebruik.